# 自己概念
自己概念（じこがいねん、self-concept、自己構築（self-construction）、自己アイデンティティ（self-identity）、自己視点（self-perspective）、自己構造（self-structure））とは自己心理学において、自分自身についての信念の集合体である。
一般的に、自己概念は「私は誰か？」という問いへの答えを具体化したものである。

## 解説
自己概念は自己認識とは区別される。自己認識とは、自己知識がどの程度明確に定義され、一貫性があり、現在の自身の態度や性向に当てはまるかを認識する力のこと。  自己概念は自尊心とも異なる。自己概念は自身の認知的または記述的な要素（例: 「私は速いランナーです」）。一方、自尊心は評価的で意見のあるもの（例:「私は速いランナーであることに満足しています」）。
自己概念は自己スキーマから構成され、自尊心、自己知識、社会的な自己と相互作用して全体としての自己を形成する。 これには、過去、現在、未来の自己が含まれる。未来の自己（または可能な自己）は、自身が将来どうなるか、何になりたいか、または何になるのが怖いかについての考えを表す。 可能な自己は、特定の行動への動機として機能することがある。  
人々が自身の過去や未来について抱く認識は、現在の自己に対する認識と関係している。 時間的自己評価理論は、人々は否定的な自己から距離を置き、肯定的な自己により注意を向けることで、肯定的な自己評価を維持する傾向があると主張している。 さらに、人々は過去の自身をあまり好意的に捉えない傾向があり （例：「私は昔よりも良くなった」）、将来の自身をより肯定的に捉える傾向がある （例：「将来の私は今よりも良くなるだろう」）。

## モデル

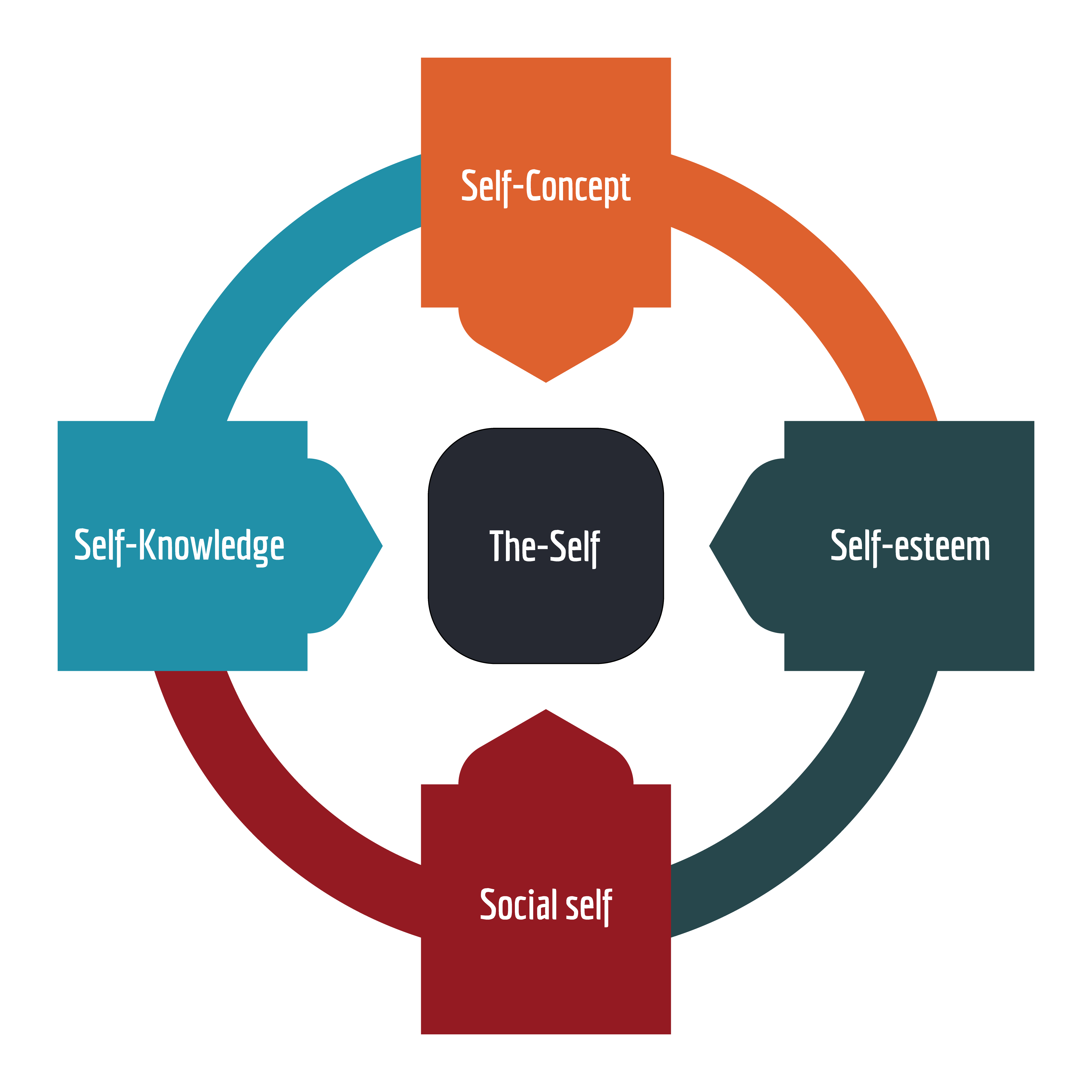
自己認識（:en:self-perception）は、自己概念、自己知識、自尊心、社会的な自己によって定義される。

自己概念は、自己評価を用いて自己スキーマを定義する内部モデル。 自己概念の変化は、「あなたは誰ですか？」のような質問によって自己報告によって測定できる。 自己の変化を測定する際には、多くの場合、自己概念ではなく自己評価、つまり自身に対して肯定的な意見を持っているか否定的な意見を持っているかが測定される。
性格、スキルや能力、職業や趣味、身体的特徴、性別などの特徴が評価され、自己スキーマに適用される。自己スキーマとは、特定の次元における自己の概念である (たとえば、自身をオタクだと考える人は、自身に「オタクのような」性質を関連付ける)。自己スキーマの集合が、全体的な自己概念を構成する。たとえば、「私は働き者だ」という発言は、自己概念に貢献する自己評価。しかし、「私はとても元気だ」などの発言は、自己概念の一部にはならない。なぜなら、とても元気というのは一時的な状態であり、自己スキーマの一部にはならないため。個人の自己概念は、再評価が行われるにつれて時間とともに変化する可能性があり、極端な場合にはアイデンティティの危機につながることもある。

### 自己の部分
自己の部分を特定するさまざまな理論。
- 自己イメージ:自身に対する見方[6] [7]
- 自尊心:自身をどれだけ大切に思っているか[6] [7]
- 理想の自己:なりたい自分[6] [7]
- 社会的アイデンティティ:社会集団のメンバーによって決まる自己の一部[8] [9]

## 関連文献
- Huitt (2011年). “Self and self-views”. Educational Psychology Interactive.   Valdosta State University. 2024年6月27日閲覧。 (on self-concept versus self-esteem)
- Maruscsak. “What Are The Effects of the Self-Concept Theory in High School Students?”.   Western Connecticut State University. 2005年4月4日時点のオリジナルよりアーカイブ。2005年3月30日閲覧。